# Lymnas stenotaenia
Lymnas stenotaenia är en fjärilsart som beskrevs av Johannes Karl Max Röber 1893. Lymnas stenotaenia ingår i släktet Lymnas och familjen Riodinidae. Inga underarter finns listade i Catalogue of Life.